# Łęknica (stacja kolejowa)
Łęknica – nieczynna stacja kolejowa w Łęknicy, w województwie lubuskim, w Polsce.